# Пуща-Водица (заказник)
«Пуща-Водица» (укр. «Пуща-Водиця») — часть Голосеевского национального природного парка, ландшафтный заказник местного значения, расположенный на территории Оболонского района Киевского горсовета (Украина). Создан 24 октября 2002 года. Площадь — 563,2 га. Землепользователь — Святошинское лесопарковое хозяйство.

## История
Заказник был создан решением Киевского горсовета от 24 октября 2002 года № 96/256 с общей площадью 563 га. Заказник создан с целью сохранения ценных природных сообществ. На территории заказника запрещены любая хозяйственная деятельность и в том числе ведущая к повреждению природных комплексов. Заказник планируется реорганизовать в национальный парк.
Решениями Киевского горсовета от 06.10.2005 года №35/3499 и от 27.12.2007 года №1532/4365 площадь заказника была изменена (увеличена на 0,2 га). Согласно научными обоснованиям, были изъяты из состава заказника земли, где природные комплексы изменены или уничтожены, площадью 9,5 га (рыбохозяйственный комплекс, цех по переработке древесины, защитные полосы двух озёр, участки частных лиц). Взамен были включены земли площадью 9,6 гаː сосновые (возрастом 65-125 лет) и дубовые насаждения Киевского лесничества.
В 2013 году в ходе проверки Киевской прокуратурой деятельности КП «Святошинское ЛПХ» были установлены нарушения требований Земельного кодекса Украины, Закона Украины «О природно-заповедном фонде Украины», требования охранных обязательств и не вынесены в натуре границы данного объекта и еще 7 объектов ПЗФ (Списокː Пуща-Водицкий и Святошинский лесопарки, памятники природы Романовское болото и Коллекция лесовода Винтера, заказники Межигорское, Межигорско-Пуща-Водицкий, Пуща-Водица, Река Любка)

## Описание
Заказник занимает кварталы 1-6, 8, 14-16, 23-25, 32, 33, 45, 58, 59, 73 Киевского лесничестваː между рекой Котурка и исторической местностью Пуща-Водица на востоке, Гостомельским шоссе на западе, административной границей с Киевской областью на севере, улицей Городская на юго-востоке. На данном участке все земли входят в заказник, кроме трёх участковː двух на севере (отстойники и городская туберкулёзная больница № 2) и одного на юге (угол Гостомельского шоссе и улицы Городская). Заказник включает частично реку Котурка и пруды на ней (Горачиха и Городской пруд). Восточнее заказникаː между рекой Котурка и улицей Федора Максименко (Воздухофлотская) планируются к созданию, согласно Генплану Киева до 2025 года, парк культуры и отдыха Пуща-Водица и парк на базе лесопарка Жемчужина. На юге примыкает участок Беличанского леса (часть Голосеевского национального природного парка).
Есть информационные знаки, территория заказника не огорожена.
Как добратьсяː Транспортː до района Пуща-Водица от ст. м. Нивкиː маршрутное такси № 226, 719; от ст. м. Академгородокː автобус № 30 и 391; от ст. м. Контрактовая площадьː трамвай № 12. Близлежащее метроː   Академгородок.

## Природа
Ландшафт заказника представлен лесом и группой водоёмов.
Леса заказника представлены сосновыми и сосново-дубовыми сообществами возраст которых достигает 180-200 лет. Леса являются натуральными лесными фитоценозами. Состоят из двухъярусного древостоя, где к верхнему (первому) ярусу относится сосна 1-11 бонитета, а ко второму — дуб, преимущественно, 111 бонитета. Также встречаются берёза повислая (бородавчатая) и пушистая (опушённая), осина, ольха клейкая.
Водная растительность представлена такими видами роголистник погружённый, элодея канадская, телорез обыкновенный, сальвиния плавающая. Травяной ярус на периферии — вёх широкий, жеруха австрийская.
Тут встречаются различные птицы, пресмыкающиеся, земноводные, насекомые.